# Heterostegane pleninotata
Heterostegane pleninotata är en fjärilsart som beskrevs av W. Warren 1901. Heterostegane pleninotata ingår i släktet Heterostegane och familjen mätare. Inga underarter finns listade i Catalogue of Life.